# Venmanad
Venmanad è una suddivisione dell'India, classificata come census town, di 9.687 abitanti, situata nel distretto di Thrissur, nello stato federato del Kerala. In base al numero di abitanti la città rientra nella classe V (da 5.000 a 9.999 persone).

## Geografia fisica
La città è situata a 10° 32' 53 N e 76° 03' 50 E.

## Società

### Evoluzione demografica
Al censimento del 2001 la popolazione di Venmanad assommava a 9.687 persone, delle quali 4.642 maschi e 5.045 femmine. I bambini di età inferiore o uguale ai sei anni assommavano a 1.034, dei quali 548 maschi e 486 femmine. Infine, coloro che erano in grado di saper almeno leggere e scrivere erano 8.331, dei quali 4.019 maschi e 4.312 femmine.